# Amon (demon)

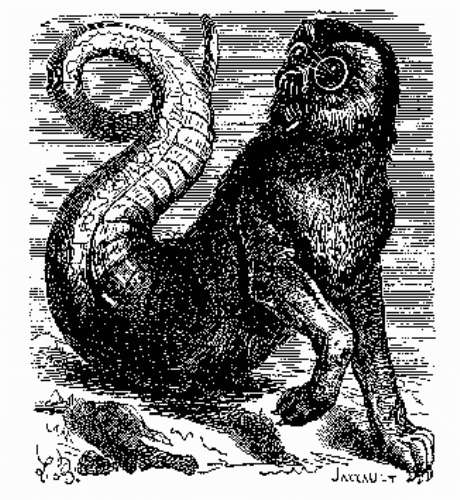
Amon według Słownika wiedzy tajemnej Collina de Plancy, 1863.

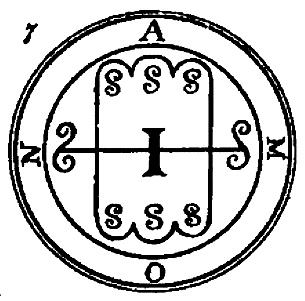
Pieczęć Amona według Goecji Crowleya i Mathersa

Amon – w tradycji okultystycznej, demon, najpotężniejszy i najsurowszy z  markizów piekła.  Znany również pod imieniem Aamon.  Rozporządza 40 legionami duchów. W Sztuce Goecji  jest siódmym, a w Pseudomonarchii  Daemonum piątym duchem.  Jego pierwowzorem jest egipski bóg Amon.

## Wdemonologii
By go przywołać i  podporządkować potrzebna jest jego pieczęć, która według Sztuki Goecji powinna być zrobiona ze srebra.
Zna  tajemnicę przeszłości i przyszłości, którą może podzielić się z  przyzywającym. Wywołuje zemstę i sprowadza odwety. Może pogodzić  poróżnionych przyjaciół. Potrafi ziać ogniem.
Ukazuje się pod  postacią wilka,  który ma ogon w postaci węża.  Jednakże na rozkaz maga może przyjąć postać człowieka z głową  przypominającą łeb kruka,  który ma duże kły. Jeśli przyzywający ma odpowiednią moc, może on  przybrać postać zwykłego człowieka z głową kruka.

## Wkulturze masowej

### W grach
- Pojawia się w  grach Shadow Hearts i Shadow Hearts: Covenant,  które ukazały się na PlayStation 2.  Jest jednym z sześciu najpotężniejszych tam demonów.
- W grze fabularnej Dungeons & Dragons,  w podręczniku Księga  Potworów (Monster Manual)  jest opisywany jako główny książę  demonów. Pojawia się również w dodatku Tome of Magic: Pact, Shadow, and True Name  Magic, gdzie można z nim  podpisać pakt w zamian za władzę. Jego wygląd jest taki sam jak w Sztuce Goecji.
- Jednym z Sinistrali w grze Lufia jest Amon.
- Pojawia się w grach z serii Demon's Crest wydawanych  przez Capcom.
- W grze Final Fantasy XI jest członkiem Dark  Kindred.
- Pojawia się również w Cube Escape: Paradox od Rusty Lake

### W literaturze
- W japońskim  komiksie Devilman  jest demonem głównego bohatera Akira Fudo i razem tworzą tytułową  postać.
- Pojawia się w  japońskim komiksie Witch Hunter Robin.
- Pojawia się również w książce Umberta Eco Imię róży, powołuje się na niego Remigiusz z Varagine[1].
- Pojawia się w japońskim komiksie Magi: The Labirynth of Magic i jego drugiej części Magi: The Kingdom of Magic, jako dżin jednego z głównych bohaterów o imieniu Alibaba.

### W muzyce
- Jest bohaterem piosenki Great Marquis of Hell szwedzkiego zespołu metalowego Therion